# Pyang
Pyang (nepalski: प्याङ) – gaun wikas samiti we wschodniej części Nepalu w strefie Meći w dystrykcie Ilam. Według nepalskiego spisu powszechnego z 2001 roku liczył on 525 gospodarstw domowych i 2884 mieszkańców (1452 kobiet i 1432 mężczyzn).